# Mark MacClaine
Mark MacClaine is een personage uit de Amerikaanse soapserie The Bold and the Beautiful. Mark werd op het scherm geboren op 9 december 1988 en werd tot 1992 gespeeld door Zachariah Koslow-Schillace die de zoon was van Lauren Koslow, die ook in de serie zijn moeder speelde.

## Personagebeschrijving
Mark is de zoon van Clarke Garrison en Margo Lynley. Nadat Margo zwanger werd van Clarke dreigde hij ermee voorgoed uit het leven van Margo te verdwijnen als ze aan iemand zou zeggen dat hij de vader was, vooral omdat hij pas getrouwd was met Kristen Forrester. Storm Logan hielp Margo met het opstellen van een document waarin Clarke $100.000 moest overmaken voor kindergeld. Kristen ontdekte uiteindelijk dat Clarke de vader was en Margo bleef alleen achter omdat Clarke geen interesse toonde in haar of zijn eigen kind. Nadat het huwelijk met Kristen stukliep begon Clarke toch interesse te tonen in zijn zoon nadat hij in het ziekenhuis was beland, maar hij had geen zin om fulltime vader te spelen. In 1992 verlieten Margo en Mark Los Angeles.
In 2002 was hij inmiddels volwassen en had voor dokter gestudeerd. Hij werd de mentor van Bridget Forrester en was naar Los Angeles gekomen met de bedoeling om zijn vader te leren kennen, iets wat zijn moeder hem afgeraden had. Mark leerde Clarke kennen en ze besloten om te werken aan hun relatie. Mark werd verliefd op Bridget en wilde niet langer haar mentor zijn zodat ze uit konden gaan. Bridget sprak ook af met C.J. Garrison die de halfbroer was van Mark. Noch Mark noch C.J. wilden Bridget opgeven en bleven met haar afspreken, maar Bridget verloor de interesse en werd nu verliefd op Ridge Forrester, waarvan ze jaren dacht dat het haar broer was, maar recent had ze ontdekt dat ze geen familie waren.
Het personage van Mark verdween nu helemaal naar de achtergrond en kwam enkel in beeld als het nodig was, voor een ziekenhuisscène. In 2005 hielp hij Stephanie Forrester met het veinzen van een hartaanval om zo Ridge en Taylor weer bij elkaar te krijgen. Brooke Logan had meteen in de smiezen dat er iets niet klopte en deelde deze informatie met Jackie Payne. Mark had zich een duur appartement gekocht in hetzelfde gebouw als dat van Jackie en ze nodigde hem uit. Ze vertelde hoe Stephanie het huwelijk van haar en Massimo Marone kapot gemaakt had en goot hem vol drank. Uiteindelijk gaf hij toe dat hij een miljoen dollar gekregen had van Stephanie. Op de bruiloft van Nick Marone en Bridget maakte Brooke opmerkingen naar Stephanie dat het bijna gedaan was voor haar en in paniek belde ze Mark. Hij nam niet op, maar ze sprak berichten in dat hij moest zwijgen. Mark kwam samen met Jackie naar de bruiloft en Stephanie hield de eer aan zichzelf en biechtte op wat ze gedaan had. Mark kreeg een lift van Sally Spectra en werd sindsdien niet meer gezien.